# Тхангка

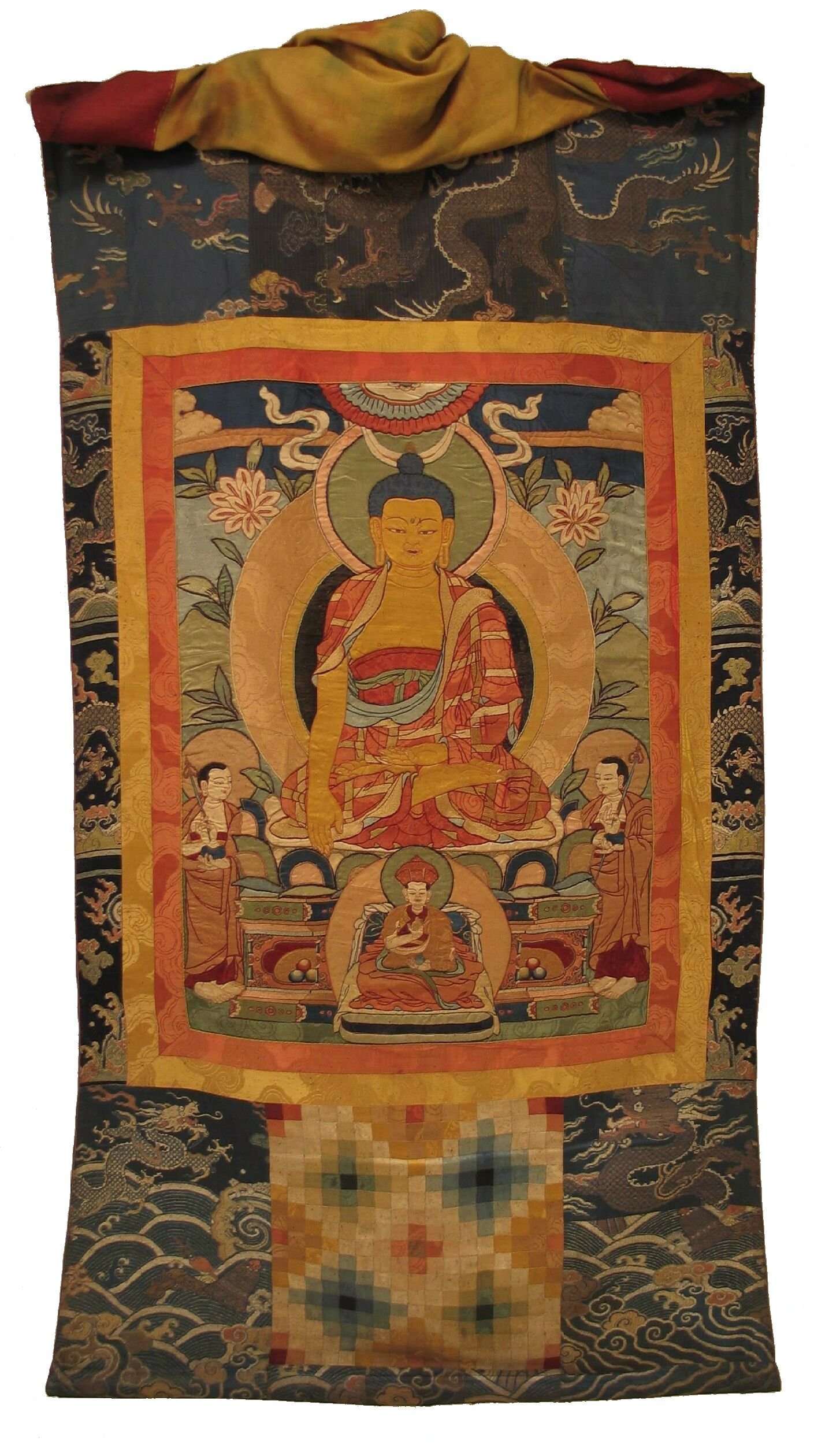
Бутанська Друкпа Буддійська родова тхангка з Буддою Шак'ямуні в центрі, XIX століття, Музей мистецтв Рубен

Тхангка (інколи танга, тханка, тганка або танка (Непальська вимова: [ˈथान्का]; тибетська: ཐང་ ཀ་; Непальська Бхаса: पौभा)) — це тибетська буддистська картина на бавовняному чи шовковому полотні, зазвичай зображує буддійських божеств, сцени або мандалу.